# Fourneaux (Mancha)
Fourneaux é uma comuna francesa na região administrativa da Normandia, no departamento Mancha. Estende-se por uma área de 3,38 km². Em 2010 a comuna tinha 138 habitantes (densidade: 40,8 hab./km²).